# Omaret yakobean
Omaret yakobean (bra: O Edifício Yacoubian) é um filme de drama egípcio de 2006 dirigido e escrito por Marwan Hamed. Foi selecionado como representante do Egito à edição do Oscar 2007, organizada pela Academia de Artes e Ciências Cinematográficas.

## Elenco
- Adel Emam
- Nour El-Sherif
- Hend Sabri